# کن پاترا
کن پاترا (انگلیسی: Ken Patera؛ زادهٔ ۶ نوامبر ۱۹۴۲) ورزشکار وزنه‌برداری اهل ایالات متحده آمریکا است.
وی در مسابقات کشوری و بین‌المللی در مجموع برندهٔ ۱ مدال طلا، ۱ مدال نقره شده است.